# Juillenay
Juillenay ist eine französische Gemeinde mit 52 Einwohnern (Stand 1. Januar 2022) im Département Côte-d’Or in der Region Bourgogne-Franche-Comté. Sie gehört zum Kanton Semur-en-Auxois und zum Arrondissement Montbard. 
Sie grenzt im Norden an Aisy-sous-Thil, im Osten an Vic-sous-Thil, im Süden an Montlay-en-Auxois und im Westen an Lacour-d’Arcenay.

## Siehe auch

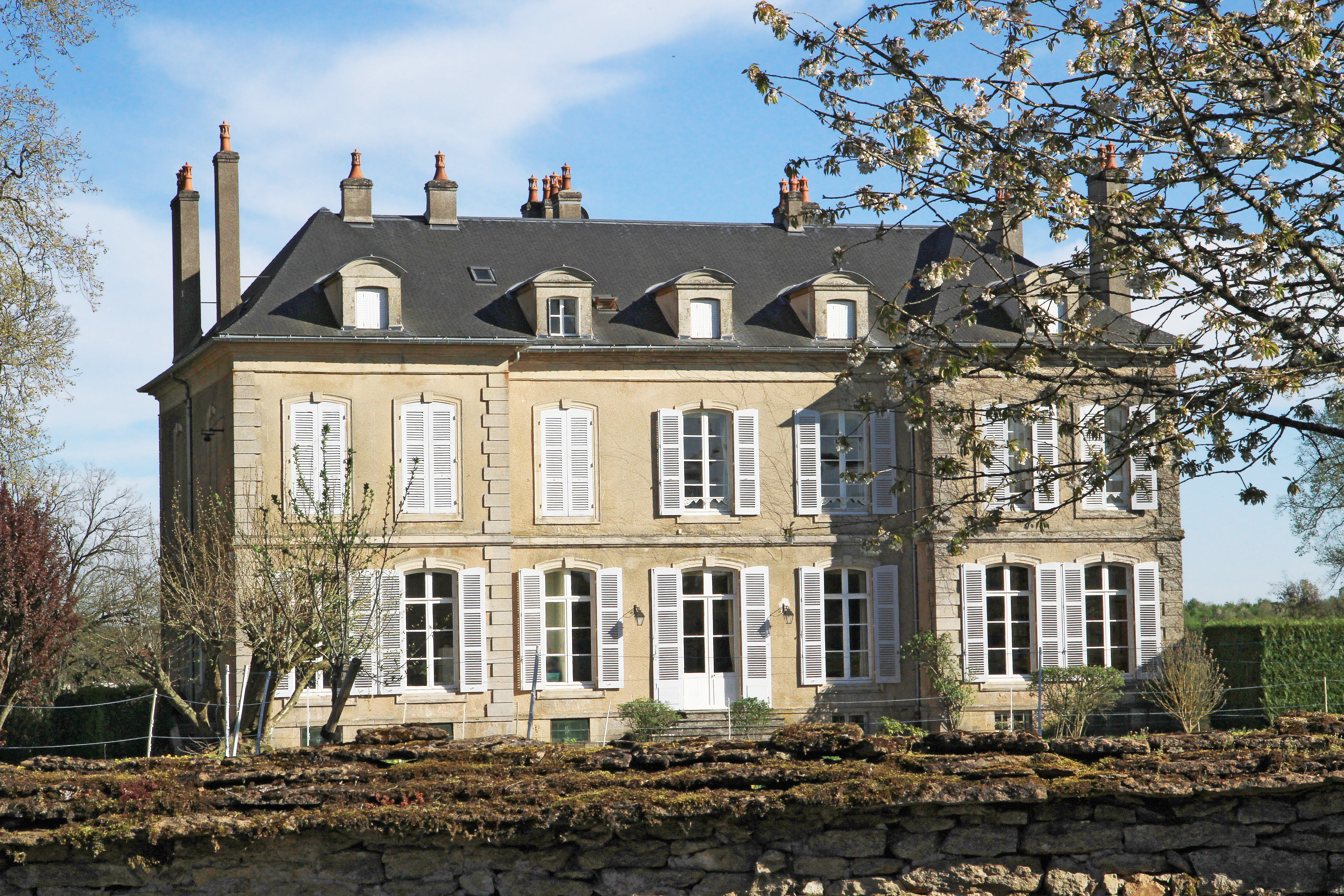
Das Schloss von Juillenay

## Bevölkerungsentwicklung
| Jahr                       | 1962 | 1968 | 1975 | 1982 | 1990 | 1999 | 2008 | 2015 |
| -------------------------- | ---- | ---- | ---- | ---- | ---- | ---- | ---- | ---- |
| Einwohner                  | 98   | 89   | 67   | 59   | 56   | 50   | 51   | 43   |
| Quellen: Cassini und INSEE |      |      |      |      |      |      |      |      |